# Louis Minardi
Louis Minardi, né le 19 juin 1908 à Nice et mort le 30 juin 2003 à Nogent-le-Rotrou, est un coureur cycliste français.
En 1939, il devient champion de France derrière moto,.

## Palmarès sur route
- 1927
  - 3e de Nice-Annot-Nice
  - 3e de la course de côte de La Turbie
- 1928
  - 3e de Nice-Puget-Théniers-Nice
- 1929
  - 2e de la course de côte du mont Faron
  - 2e de la course de côte de La Turbie
- 1930
  - Grand Prix d'Aix-les-Bains :
    - Classement général
    - 1re étape

  - Grand Prix de Nice
  - Course de côte de La Turbie
  - 3e du Grand Prix d'Antibes
  - 3e du Circuit du Mont-Blanc
  - 3e de Toulon-Nice
- 1931
  - Champion des Alpes-Maritimes
  - Grand Prix d'Antibes
  - Course de côte du mont Faron
  - Course de côte du mont Agel
  - 3e du Grand Prix de Cannes
- 1932
  - 3e de la course de côte du mont Faron
  - 3e de Toulon-Nice
  - 3e du Grand Prix de L'Avenir Cycliste de Nice
- 1933
  - Champion des Alpes-Maritimes
- 1934
  - 3e du Circuit du Mont-Blanc
- 1935
  - 2e du Trophée des grimpeurs

## Palmarès sur piste

### Championnats de France
- Champion de France de demi fond : 1939 (3e en 1941, 1943 et 1944)